# HMS Dauntless (D45)
HMS Dauntless (D45) là một tàu tuần dương hạng nhẹ thuộc lớp Danae (vốn còn được gọi là lớp D) của Hải quân Hoàng gia Anh Quốc. Nó đã phục vụ trong giai đoạn giữa hai cuộc thế chiến và trong Chiến tranh Thế giới thứ hai trước khi bị tháo dỡ vào năm 1946.

## Thiết kế và chế tạo
Dauntless được chế tạo tại xưởng đóng tàu của hãng Palmers Shipbuilding and Iron Company, được hạ thủy vào ngày 10 tháng 4 năm 1918 và đưa ra hoạt động vào ngày 22 tháng 11 năm 1918. Lớp Danae được trang bị bổ sung một khẩu pháo 152 mm (6 inch) và vũ khí ngư lôi mạnh hơn so với lớp C dẫn trước. Lớp này cũng có một chân vịt to hơn quay chậm hơn để có hiệu suất tốt hơn. Bản thân Dauntless được hoàn tất với một hầm chứa máy bay lớn bên dưới cầu tàu, mà cuối cùng được tháo dỡ vào năm 1920.

## Lịch sử hoạt động

### Giữa hai cuộc thế chiến
Được hoàn tất quá trễ để có thể tham gia Chiến tranh Thế giới thứ nhất, vào năm 1919 Dauntless được phân công hoạt động tại vùng biển Baltic hỗ trợ cho lực lượng Bạch Vệ trong cuộc Nội chiến Nga cùng với các tàu chị em HMS Dragon và HMS Danae. Sau đó nó được cho tách ra để hoạt động tại khu vực Tây Ấn, rồi sáp nhập vào Hải đội Tuần dương nhẹ 1 thuộc Hạm đội đại Tây Dương trong bốn năm tiếp theo. Dauntless là một thành viên của Hải đội Đặc nhiệm thực hiện cuộc"Hành trình Đế quốc"vòng quanh thế giới trong những năm 1923 - 1924. Sau chuyến đi này, nó cùng với hải đội được bố trí sang Địa Trung Hải.
Vào tháng 5 năm 1928, Dauntless được bố trí sang châu Mỹ hoạt động cùng West Indies Station. Nó bị mắc cạn ngoài khơi Halifax, Nova Scotia vào tháng 7, bị hư hỏng nặng khi nước tràn vào phòng động cơ và một trong các phòng nồi hơi. Mọi khẩu pháo, ống phóng ngư lôi và hầu hết các thiết bị của nó buộc phải tháo dỡ để làm nhẹ con tàu. Cuối cùng con tàu cũng nổi được, và được kéo bởi con tàu chị em HMS Despatch và một số tàu kéo. Nó được sửa chữa suốt năm 1929 và được đưa về lực lượng dự bị sau khi hoàn tất.
Đến năm 1930 Dauntless được chuyển trở lại Mỹ phục vụ cùng West Indies Station. Trong giai đoạn 1931-1933 nó phục vụ tại khu vực Nam Mỹ, và đến năm 1934 nó thay phiên cho HMS Curlew để phục vụ tại Địa Trung Hải và được bố trí về Hải đội Tuần dương 3. Đến năm 1935 nó quay trở về Anh Quốc và được đưa về lực lượng dự bị.

### Chiến tranh Thế giới thứ hai
Khi Chiến tranh Thế giới thứ hai nổ ra, Dauntless được cho tái hoạt động và gia nhập Hải đội tuần dương 9 thuộc Bộ chỉ huy Nam Đại Tây Dương. Vào tháng 12 năm 1939, hải đội này, bao gồm cả HMS Dauntless, được chuyển sang China Station, và đến tháng 3 năm 1940 Dauntless hoạt động như một đơn vị của Lực lượng Malaya Anh Quốc trong khi đang ở Ấn Độ Dương. Nó hoạt động chủ yếu ngoài khơi Batavia, theo dõi các tàu buôn Đức tại khu vực các cảng Đông Ấn thuộc Hà Lan. Vào ngày 15 tháng 6 năm 1941, nó va chạm với chiếc HMS Emerald ngoài khơi eo biển Malacca và bị buộc phải đưa về Singapore để sửa chữa, vốn chỉ hoàn tất vào ngày 15 tháng 8.
Vào tháng 12 năm 1942, Dauntless quay trở về Anh Quốc và tải qua một đợt tái trang bị tại Portsmouth. Sau đó, nó được chuyển sang Hạm đội Viễn Đông, và đến tháng 11 nó vào ụ tàu Selborne ở Simonstown, Nam Phi cho đến tháng 1 năm 1943. Sau đó nó được sử dụng như một tàu huấn luyện cho đến khi được đưa về lực lượng dự bị vào tháng 2 năm 1945.
Sau chiến tranh, nó bị bán để tháo dỡ vào ngày 13 tháng 2 năm 1946, và bắt đầu được tháo dỡ từ tháng 4 năm đó tại xưởng tàu của hãng T.W. Ward ở Inverkeithing.